# امیل رستم
امیل رستم (عربی: إميل بولس رستم؛ زادهٔ ۲۷ مارس ۱۹۵۲) بازیکن سابق و مربی فوتبال اهل لبنان است.
وی همچنین در تیم ملی فوتبال لبنان بازی کرده‌است.